# Balogh Ferenc (tanár)
Balogh Ferenc (Nagyvárad, 1836. március 28. – Debrecen, 1913. október 8.) teológiai tanár a debreceni evangéliumi református főiskolában, egyháztörténész.

## Élete
Nagyváradon született, ahol édesapja szíjgyártómester volt. A gimnáziumi hat osztályt az ottani református, a 7. és 8. osztályt a római katolikus gimnáziumban végezte el. 1854 októberében Debrecenbe ment a hittani pályára; négy évi teológiai tanulmány után még öt évet töltött a kollégiumban mint esküdt felügyelő, elemi tanító; contra, később senior. Ez idő alatt az angol és francia nyelveket tanulta.
1863. augusztus 21-én indult Párizsba, ahol a Sorbonne előadásait 10 hónapig hallgatta és bejárt a College de Franceba is. 1864. augusztus 12-én Londonba költözött át, ahol félévet töltött és Oxfordot is meglátogatta. 1865. március 1-jén Edinboroughba ment, ahol 6 hónapig volt. 
Ezt követően Utrecht, Oppenheim, Heidelberg, Bázel, Genf, Milánó és Velencén át 1865. szeptember 17-én Debrecenbe érkezett, ahová az egyháztörténelem ideiglenes tanárául hívták meg. Egy év után megválasztották a negyedik egyháztörténeti tanszékre és azóta ott működött, és több alkalommal viselte a debreceni kollégium igazgató-tanári tisztét. Mint a magyar református egyház egyik követe, 1877-ben jelen volt az egyetemes presbiteri szövetkezet nagy gyűlésén Edinboroughban és ott beszédet tartott. 1888-ban jelen volt az egyetemes presbiteri nagygyűlésen Londonban és tanulmányutat tett Párizsba.

## Művei

### Folyóiratcikkek
Kisebb munkálatai a következő lapokban és folyóiratokban jelentek meg: Protestáns Egyházi és Iskolai Lap (1861-73., 1886.), Vasárnapi Ujság (1861. 1864. 1866.), Koszorú (1865.), Sárospataki Füzetek (1866. Uri János magyar tudós Oxfordban), Hölgyfutár (1864. 16. sz.), 1848. Politikai Szemle (1868.), Honi Közlöny (1872.), Debreczen (1871. 1873. 1874. 1882. 1884 óta), Szabadka (1874. 50. sz.), Tiszavidék (1872. 22. sz.), Zsinati Tudósító (1881.), Protestáns Hetilap (1880-81.), Közlöny a ref. hittanszak önképző társ. köréből (1879-84), Debreczeni Ellenőr (1881. 1883. és 1884 óta), Debreceni Protestáns Lap (1886.), Szabad Egyház (1884 óta), Szatmár (1886.), Nagyvárad (1888.), Közpapok Lapja (1890.), Protestáns Szemle (Egyházi tanulmányút francia földön, 1891; Bocskay Istvánról, vallásszabadságunk hőséről, 1907). Szerkesztette az Evangyéliomi Protestans Lapot (1875-78), munkatársa volt a debreceni Magyar Protestáns Egyházi és Iskolai Figyelmezőnek (1870-77), a Debreczeni Protestans Lapnak (1881-85.) és az angol Catholic Presbyteriannak (1879-83).
Beszédei, levelei megjelentek a különböző francia s angol teológiai szaklapokban, többek közt: The Hungarian reformed church (Quarterly Register, London 1890. febr.) és egy nagyobb műve: History of the creeds and confessions of the Hungarian reformed church (Report of the Presbyterian Alliance. Philadelphia, 1880.).

### Önállóan megjelent művei
- Melius Péter hatása. Tanári székfoglaló beszéd. Debrecen, 1866. (Beszédek... a ref. debreczeni főtanodájában. Németre is lefordítva Der Evang. Sonntagsbote aus Oesterreich 1867. c. folyóiratban.)
- Megnyitó beszéd 1869. okt. 22. Debrecen, 1870. (A debreczeni hittanszaki önképző társulat alapszabályai mellett.)
- Emlékköltemény Melius Péter... halála három századik évfordulati napján. Debrecen, 1872.
- Keresztyén egyháztörténelem. Debrecen, 1872–1890. 5 füzet.
- A magyar protestans egyháztörténelem részletei a reformatió korától jelenig. Debrecen, 1872. (Ismertette a Budapest Szemle I.) → reprint kiadás: Históriaantik Kiadó, Budapest, 2012
- Tájékozó pontok a theologia terén. Debrecen, 1877.
- Hitnézetek történelme. Debrecen, 1878.
- Jelentés, az Edinburgban 1877. jul. 3-10. tartott egyet. presbyteri nagygyűlésről. Debrecen, 1878. (György Endrével együtt.)
- Kalvin János az ujkori szabadság egy alapítója. Emlékbeszéd Merle d'Aubigné után fordította. Debrecen, 1878.
- A magyar protestans egyháztörténet irodalma. Debrecen, 1879.
- Vasárnapügy külföldön és hazánkban. Debrecen, 1881.
- Jelentés a Londonban 1888. jul. 4-12. napjain tartott egyetemes presbyteri nagygyűlésről. Debrecen, 1889. (György Endrével együtt.)
- A debreceni református kollégium (Zelizy „Debrecen egyetemes leírása” c. könyvében). Debrecen, 1882.
- Különvélemény a debreceni főiskolai igazgatótanács kérdésében. Debrecen, 1890.
- Kellő világítás Kanyaró Ferenc unit. történetéhez. Debrecen, 1892.
- Dogmatörténeti mozzanatok a német hittudósok körében a 18. és 19. században. Debrecen, 1894. (II. kiadás. Debrecen, 1906.)
- Emlékbeszéd a gályarabpapok debreceni emlékoszlopának leleplezési ünnepélyén. Debrecen, 1895.
- A brit és külföldi bibliatársulat. Budapest, 1903.
- A bibliatársulat s a biblia. Budapest, 1904.
- A debreceni jogakadémia keletkezése. Budapest, 1905.
- A magyarországi protestáns egyházak története. Budapest, 1905. (II. kiadás 1915, átnézte S. Szabó József)
- Kálvin a történelemben. Debrecen, 1909.
- A debreceni református főiskola alapítványi törzskönyve. Debrecen, 1911.
- A debreceni református kollégium története adattári rendszerben. Debrecen, 1904. (A valóságban csak 1915-re lett kész, S. Szabó József közreműködésével.)